# 539
Năm 539 là một năm trong lịch Julius.